# روبرت إي. لامب
روبرت إي. لامب (بالإنجليزية: Robert E. Lamb) هو دبلوماسي أمريكي، ولد في 17 نوفمبر 1936 في أتلانتا في الولايات المتحدة.